# Музика Ісландії
Музика Ісландії — музика різноманітних жанрів, створена в різні часи на острові Ісландія. Включає яскраві традиції народної та попмузики, а також нинішню класичну та сучасну музичні сцени. Традиційна музика Ісландії пов'язана з формами нордичної музики. Попри те, що Ісландія має дуже невелике населення, в ній налічується багато відомих і перспективних гуртів і музикантів.

## Історія
Ісландська музика має дуже давні традиції. Вона почала розвиватися ще на початку I століття нашої ери. Далі в міру розвитку європейської культури музиканти країни переймали течії, що розвивалися на материку. При цьому фольклорні ісландські пісні розвивалися також, оскільки народна культура на острові завжди була багатою. Деякі пісні, які ще співають і сьогодні, сягають корінням XIV сторіччя. Народні пісні часто торкаються тем любові, мореплавців, рис характеру, притаманних справжнім чоловікам, суворих зим, а також ельфів, тролів та інших міфологічних створінь, і, як правило, досить світські та часто гумористичні.
Національні мелодії (ісл. tvisöngur) відомі з 1000 року. Класична ісландська музика отримала найвищий розвиток в XIX столітті, коли культура країни перебувала під сильним впливом Данії. Найвідомішим композитором XIX століття був автор національного гімну Ісландії Свейнб'єрн Свейнб'єрнссон (1847—1927). Найвизначніші композитори XX ст. Йоун Лейфс (1899—1968) і Патль Ісоульфссон (1897—1974). 1925 року організовано Рейк'явіцький оркестр, а в 1980 — створено Ісландську оперу, яскраві представники якої стали відомі не тільки в європейських країнах, але і по всьому світу.
Професійна музика зародилася на початку XIX століття, під час загострення боротьби ісландців за незалежність. У XX столітті на ісландську музику вплинула музика материкової частини Європи, хоча вплив і не був сильним, що дозволило зберегти її самобутність. Після Другої світової війни, коли Ісландія стала незалежною державою, розвиток ісландської культури, включаючи й музику, значно пожвавився.

## Сучасна музика
Сучасна ісландська музика зберегла в собі традиційний стиль народних мелодій. Багато виконавців привносять у свою творчість неповторний колорит фольклору.
До відомих митців сучасної Ісландії зараховують ансамбль середньовічної музики «Voces Thules», альтернативний рокгурт «The Sugarcubes», попспівачку Йоуганну, співачок Б'єрк, Гафдіс Гулд та Емільяну Торріні, рок-гурт «Sigur Rós», постметалгурт «Sólstafir», інді-фольк/інді-попгурт «Of Monsters and Men», металевий гурт «Skálmöld», а також такий гурт електронної музики «GusGus».
Яскрава представниця ісландської музики останнього часу Б'єрк — співачка, актриса, музикант, композитор і авторка пісень, лауреатка численних премій. Музична кар'єра Б'єрк розпочалась, коли їй виповнилося 11 років. Один із її вчителів послав запис пісні у виконанні Б'єрк на тоді ще єдину радіостанцію Ісландії, яка включила пісню в ефір. Після цього їй запропонували контракт на запис альбому, і 1977 року вона записала свій дебютний альбом з допомогою вітчима, який їй пригравав на гітарі. Вона стала відома завдяки своєму унікальному стилю й експериментами зі звуком.
Інший представник Бен Фрост приїхав в Ісландію з Австралії. Йому вдалося попрацювати разом із Б'єрк, заснувати построккоманду «School of Emotional Engineering» і, звичайно ж, поспівробітничати з Вальгейром Сігюрдссоном. «Theory of Machines» — це його другий альбом, часточка його майстерності і зразково-показова робота. Фросту вдалося створити музику, що збиває з ніг — це електронні експерименти, математична неокласика і всепоглинальні шуми. «Theory of Machines» уже назвали майбуттям електронної музики і додали у список платівок, які змінили цілий жанр. Кожним своїм треком він показує себе приголомшливо талановитим звуковим дизайнером. Фроста часто плутають з австралійським художником Беном Фростом, тим паче що вони ровесники і разом брали участь у проєктах.
Центром музичного життя є Рейк'явік, де розвивається клубна ісландська музика та інші запитані напрями. Багато молодих колективів стають знаменитими за межами країни завдяки самобутньому звучанню. Автор-виконавець Аусгейр Трейсті з 2014 р. успішно гастролює по Європі та США зі своїми мелодійними фолькпоппіснями, які він співає як рідною ісландською, так і англійською мовами. Інші митці, які привертають до себе увагу за межами Ісландії, це електропопгурт «FM Belfast», інді-поп/рок/фолькгурт «Kaleo», а також співаки і композитори Sóley і Sin Fang, які обоє відомі як члени-засновники гурту «Seabear». Нині популярну ісландську музику представляє також тріо «Samaris», відоме особливо в Європі, де колектив неодноразово виступав на різних фестивалях. 